# Cá sấu
Cá sấu là các loài thuộc họ Crocodylidae (đôi khi được phân loại như là phân họ Crocodylinae). Thuật ngữ này cũng được sử dụng một cách lỏng lẻo hơn để chỉ tất cả các thành viên của bộ Crocodilia (bộ Cá sấu): bao gồm cá sấu đích thực (họ Crocodylidae), cá sấu mõm ngắn ¹ (chi Alligator, họ Alligatoridae) và cá sấu Caiman (các chi Caiman, Melanosuchus ², Paleosuchus ², cùng họ Alligatoridae) và cá sấu sông Hằng (họ Gavialidae).

## Đặc điểm chung
Cá sấu là các loài bò sát lớn thích môi trường nước, chúng sống trên một diện tích rộng của khu vực nhiệt đới của châu Phi, châu Á, Bắc Mỹ, Nam Mỹ và châu Đại Dương. Cá sấu có xu hướng sinh sống ở những vùng sông và hồ có nước chảy chậm, thức ăn của chúng khá đa dạng, chủ yếu là động vật có vú sống hay đã chết cũng như cá. Một số loài, chủ yếu là cá sấu nước mặn ở Úc và các đảo trên Thái Bình Dương, được biết là có khả năng bơi ra xa ngoài biển.
Những loài cá sấu lớn có thể rất nguy hiểm đối với con người. Cá sấu nước mặn và cá sấu sông Nin là những loài nguy hiểm nhất, chúng đã giết chết hàng trăm người mỗi năm ở các khu vực Đông Nam Á và châu Phi. Cá sấu mõm ngắn và có thể cả cá sấu caiman đen (là loài đang nguy cấp trong sách đỏ của IUCN) cũng là những loài gây nguy hiểm cho con người.

### Kỹ năng tấn công
Cá sấu rất nhanh nhẹn trong khoảng cách ngắn, thậm chí ngoài môi trường nước. Chúng có quai hàm cực khỏe và bộ răng sắc nhọn để xé thịt, nhưng chúng không thể há miệng nếu nó bị khép chặt, vì thế có một số câu chuyện về việc người sống sót khỏi những con cá sấu sông Nin mõm dài bằng cách khép chặt quai hàm của chúng. Tất cả những con cá sấu lớn cũng có vuốt sắc và khỏe. Cá sấu là những kẻ đi săn kiểu mai phục, chúng chờ đợi cho cá hay động vật sống trên đất liền đến gần, sau đó tấn công chớp nhoáng.
Sau khi dùng cú đớp trời giáng của mình, con cá sấu kéo nạn nhận xuống con sông để nhấn chìm tới ngạt thở. Sau đó, để xé mồi, nó ngoạm chặt miếng thịt rồi xoay người nhiều vòng để dứt thịt ra. Thoạt nhiên, bạn có thể cho rằng điều này thật khó khăn vì không kiếm được điểm tựa, nhưng những con cá sấu thì không phải lo điều đó: ngay khi đánh hơi được mùi máu, năm sáu chú cá sấu cùng bơi đến tỏ ý muốn chia sẻ bữa ăn, và thường thì con mồi bị xé ra thành hàng trăm mảnh nhỏ bởi những bộ hàm to khỏe và cú xoay người mãnh liệt.
Là động vật ăn thịt có máu lạnh, chúng có thể sống nhiều ngày không có thức ăn, và hiếm khi thấy chúng cần thiết tích cực đi săn mồi. Mặc dù có vẻ ngoài chậm chạp, nhưng cá sấu là những kẻ săn mồi thượng hạng trong môi trường của chúng, và người ta còn thấy một số loài cá sấu dám tấn công và giết cả sư tử, động vật móng guốc lớn và thậm chí cả cá mập. Tại Vườn quốc gia Sundarbans ở Ấn Độ một con cá sấu dài 4,5m ở khu đầm lầy ngập mặn hoang dã tây Bangal đã có một cuộc tấn công lịch sử trở thành con cá sấu đầu tiên tiêu diệt một con hổ hoang dã tại đây, con hổ đã bị tấn công khi nó đang cố bơi qua sông và bị giết trong một trận chiến khốc liệt sau đó, con cá sấu đã có được lợi thế khi chiến đấu ở dưới nước.
Ngoại lệ nổi tiếng là chim choi choi Ai Cập (Pluvianus aegyptius) là loài có quan hệ cộng sinh, trong đó chim choi choi có thức ăn là các loài ký sinh trùng sinh sống trong miệng cá sấu và cá sấu để cho chim tự do làm việc này. Áp lực của quai hàm cá sấu đạt tới 3000 pao trên một inch vuông (3000 psi, xấp xỉ 144 kPa), so sánh với chỉ 100 psi đối với một con chó to.

### Mùa sinh sản
Cá sấu đực là những kẻ khá ầm ỹ. Vào mùa sinh sản, chúng phát ra những âm thanh có thể so sánh với động cơ của những chiếc máy bay cỡ nhỏ, âm thanh này có thể lan truyền nhiều cây số trong làn nước. Chúng thu hút những con cái và tất nhiên, những con đực khác đang đố kỵ. Rất nhanh chóng, hàng chục con đực khác kéo đến và thi nhau cất lên những lời ca trầm hùng, đôi khi còn làm rung động mặt nước phía trên tấm lưng chúng, khiến nước bắn lên cao một cách đáng kinh ngạc.
Tất nhiên, chú sấu nào khoẻ hơn sẽ có tiếng ca lớn hơn. Ở môi mỗi con cá sấu đều có một bộ phận cảm nhận những rung động của mặt nước, đối với con cái là để tìm được người chồng ưng ý, còn đối với những chàng ca sĩ khác là để đánh giá đối thủ. Nếu cảm thấy kẻ to mồm kia mạnh hơn mình, những con cá sấu khác sẽ tự rời bỏ cuộc tranh giành, còn nếu không thì trận chiến thực sự giữa những hàm răng sắc nhọn sẽ nổ ra.
Các loài cá sấu lớn nhất, cũng là các loài lưỡng thê lớn nhất trên Trái Đất là cá sấu nước mặn, sinh sống ở khu vực miền bắc Úc và trong suốt khu vực Đông Nam Á. Một điểm dễ gây nhầm lẫn là ở miền bắc Úc đôi khi người ta gọi cá sấu nước mặn là alligator (cá sấu mõm ngắn) trong khi nó không phải là như thế và loài cá sấu nước ngọt nhỏ hơn thì gọi là crocodile (cá sấu). Điều này có lẽ là do cá sấu nước ngọt có mõm dài nhìn rất giống cá sấu sông Nin thu nhỏ, trong khi cá sấu nước mặn có thể rất giống với cá sấu mõm ngắn Mỹ ít nguy hiểm hơn nhiều. Vì thế khi người Úc nói Alligator Rivers để chỉ cá sấu ở vùng lãnh thổ phía bắc thì trên thực tế nó là cá sấu nước mặn. Đây là giải thích cho việc những người Mỹ đôi khi cho rằng cá sấu mõm ngắn là những động vật nguy hiểm chứ không phải cá sấu.
Cá sấu trong thiên nhiên được bảo vệ ở một số nơi trên thế giới, nhưng chúng cũng được nuôi vì mục đích thương mại, và da của chúng được thuộc làn da có phẩm chất cao để làm túi, ủng, cặp v.v.., trong khi thịt cá sấu được coi là đặc sản đối với những người sành ăn. Các loài có giá trị thương mại chủ yếu là cá sấu nước mặn và cá sấu sông Nin, trong khi con lai của cá sấu nước mặn và cá sấu Xiêm cũng được nuôi trong các trang trại ở châu Á. Việc chăn nuôi đã làm tăng số lượng cá sấu nước mặn ở Úc, vì thông thường người ta thu lượm trứng do cá sấu đẻ rải rác; do đó, những người có đất đai mới có động cơ thúc đẩy để bảo tồn môi trường sống của cá sấu.
Cá sấu có lẽ có quan hệ họ hàng gần với chim và khủng long hơn là với tất cả các động vật khác đã được phân loại như là lưỡng cư (mặc dù tất cả các động vật lưỡng cư này được cho là có quan hệ họ hàng gần với nhau hơn) và có các đặc điểm bất thường đối với các loài lưỡng cư, chẳng hạn như tim có 4 ngăn.

## Miêu tả
Cá sấu là động vật cao cấp nhất trong các loài bò sát hiện nay, sinh ra trứng. Cá sấu có tim 4 ngăn, cơ hoành và vỏ não. Đặc điểm này làm nó được đánh giá là tiến hóa hơn những loài bò sát khác. Cá sấu là loài ăn thịt và là tay đi săn cừ khôi với bộ răng sắc bén có thể nghiền nát con mồi trong chốc lát. Thân thể chúng thuôn dài giúp bơi nhanh hơn. Khi bơi chúng ép sát chân vào người để giảm sức cản của nước. Chân cá sấu có màng, không phải dùng quạt nước mà để sử dụng cho những cử động nhanh đột ngột hoặc lúc bắt đầu bơi. Chân có màng giúp cá sấu có lợi thế ở những chỗ nước nông, nơi mà các con vật trên cạn thường qua lại.

## Tuổi
Không có 1 phương pháp chính xác nào đo đạc được tuổi thọ của cá sấu, mặc dù có một vài kỹ thuật đưa ra được những phỏng đoán khá chính xác. Phương pháp chung là đo những vòng tuổi trong xương và răng chúng, mỗi vòng biểu hiện cho 1 sự tăng trưởng mới thường xuất hiện mỗi năm một lần vào mùa mưa, khí hậu ẩm. Loài [cá sấu porosus] trung bình sống khoảng 71 năm, nhưng có những cá thể vượt qua con số 100. Một trong những con cá sấu sống thọ nhất được ghi lại là con cá sấu sống ở vườn thú Nga, 115 tuổi. Tuy nhiên tài liệu ghi chép không nói rõ nó thuộc giống cá sấu nào.
Một con cá sấu nước ngọt giống đực sống ở vườn thú Australia đã 130 tuổi. Nó được Bob và Steve Irwin cứu sống sau khi đã bị bắn 2 lần.

## Kích thước

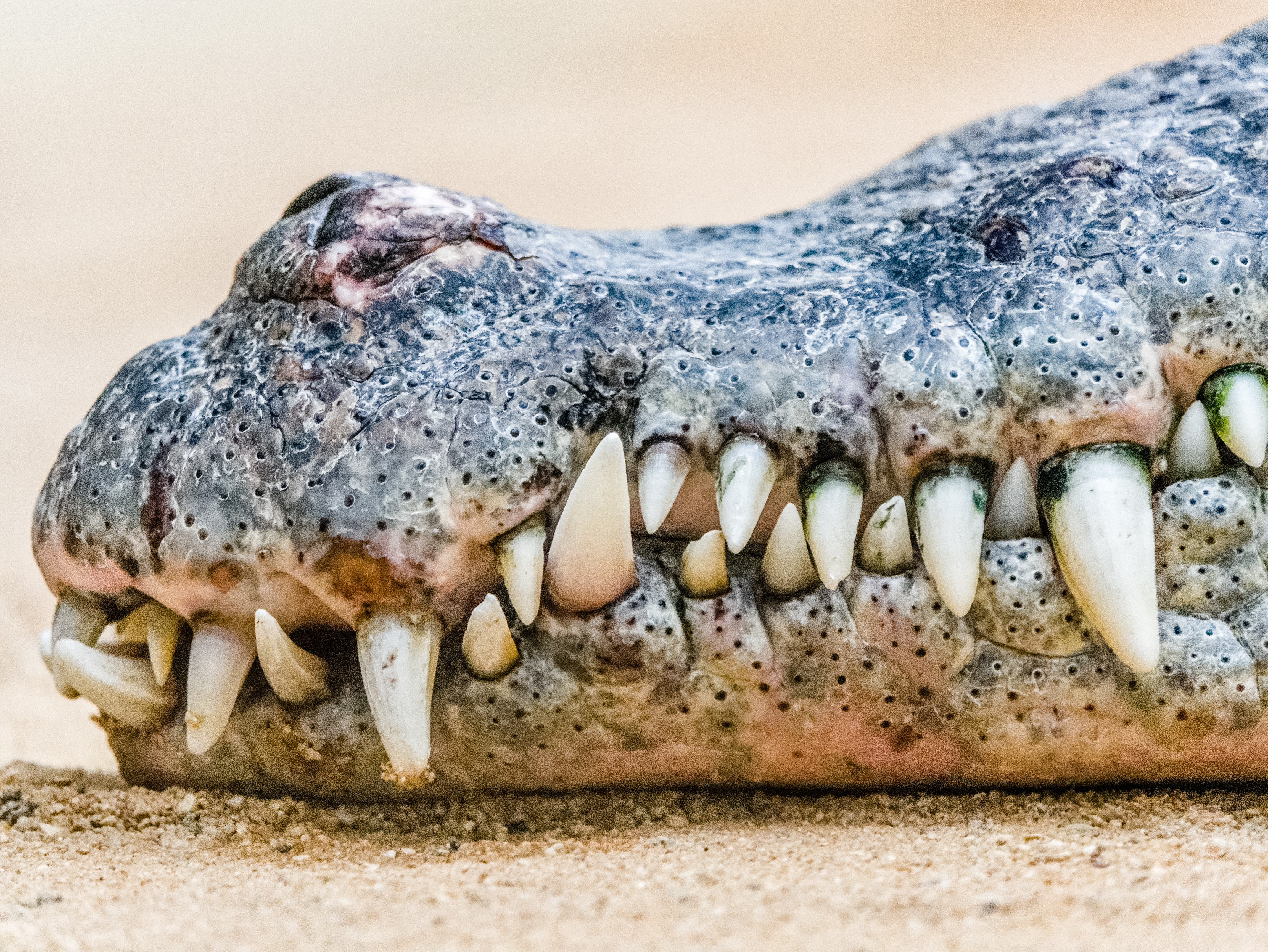
Hàm cá sấu

Kích thước của cá sấu thay đổi đáng kể, giữa loài cá sấu lùn và loài cá sấu nước mặn khổng lồ. Một số loài cá sấu có thể dài từ 5 đến 6 mét và nặng khoảng 1.200 kg. Tuy nhiên, lúc mới sinh ra cá sấu chỉ dài khoảng 20 cm. Loài cá sấu lớn nhất là cá sấu nước mặn sống ở Bắc Úc và Đông Nam Á. Theo một số nhà khoa học, không một loài cá sấu nào hiện nay có thể vượt qua kích thước 8,64 m.